# Pumbedita
Pumbedita war eine Stadt in Babylonien am Fluss Euphrat, an einem Kanal namens Schunja-Schumvata, dem nördlichsten Verbindungskanal zwischen Euphrat und Tigris. Sie galt zusammen mit Sura vom 3. bis zum 11. Jahrhundert als führendes Zentrum jüdischer Gelehrsamkeit. Heute liegt auf dem Gebiet des ehemaligen Pumbedita die irakische Stadt Falludscha.
Zur Zeit der Abfassung des Talmud wurde die Stadt an Bedeutung durch Sura übertroffen, erreichte jedoch später unter Scherira Gaon und seinem Sohn Chai Gaon, die die Akademie von Pumbedita von 968 bis 998 bzw. von 998 bis 1038 leiteten, eine führende Rolle.
Die Region war für ihren Wasserreichtum, ihr angenehmes Klima und ihren blühenden Handel bekannt; in ihrer Nähe zogen die Karawanen von Babylonien nach Syrien vorbei. Getreide und Dattelpalmen wurden angepflanzt, und der hier gezogene Flachs bildete die Grundlage für eine blühende Textilindustrie. Bis zum Beginn der Epoche der Geonim war die Stadt eher für ihren materiellen Reichtum als für ihre Gelehrsamkeit bekannt. Als im 3. Jahrhundert die Akademie von Nehardea zerstört worden war, zogen die dortigen Gelehrten nach Pumbedita.
Am Ende des 10. Jahrhunderts wurde die Akademie von Pumbedita nach Bagdad verlegt. Gemäß Quellen, die in der Kairoer Genisa gefunden wurden, sowie arabischen Quellen bestand die Bagdader Akademie offenbar bis zum 13. Jahrhundert. Aus dem 12. und 13. Jahrhundert sind die Namen von neun Geonim bekannt, die sich als die Nachfahren der Akademie von Pumbedita betrachteten. Benjamin von Tudela, der Babylonien um 1170 bereiste, schrieb, dass zu dieser Zeit in Pumbedita etwa 3000 Juden lebten. Die Zahl mag zwar übertrieben sein, doch die Existenz einer jüdischen Gemeinde zu diesem Zeitpunkt wird nicht bestritten.